# Royal Scots Fusiliers

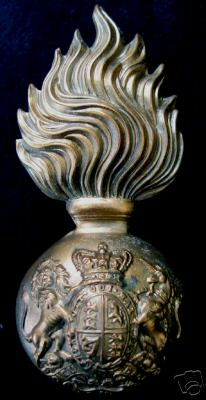
Mützenabzeichen der Royal Scots Fusiliers

Die Royal Scots Fusiliers (vormals 21st Regiment of Foot) waren ein schottisches Linieninfanterieregiment der britischen Armee, das von 1678 bis 1959 bestand.

## Geschichte

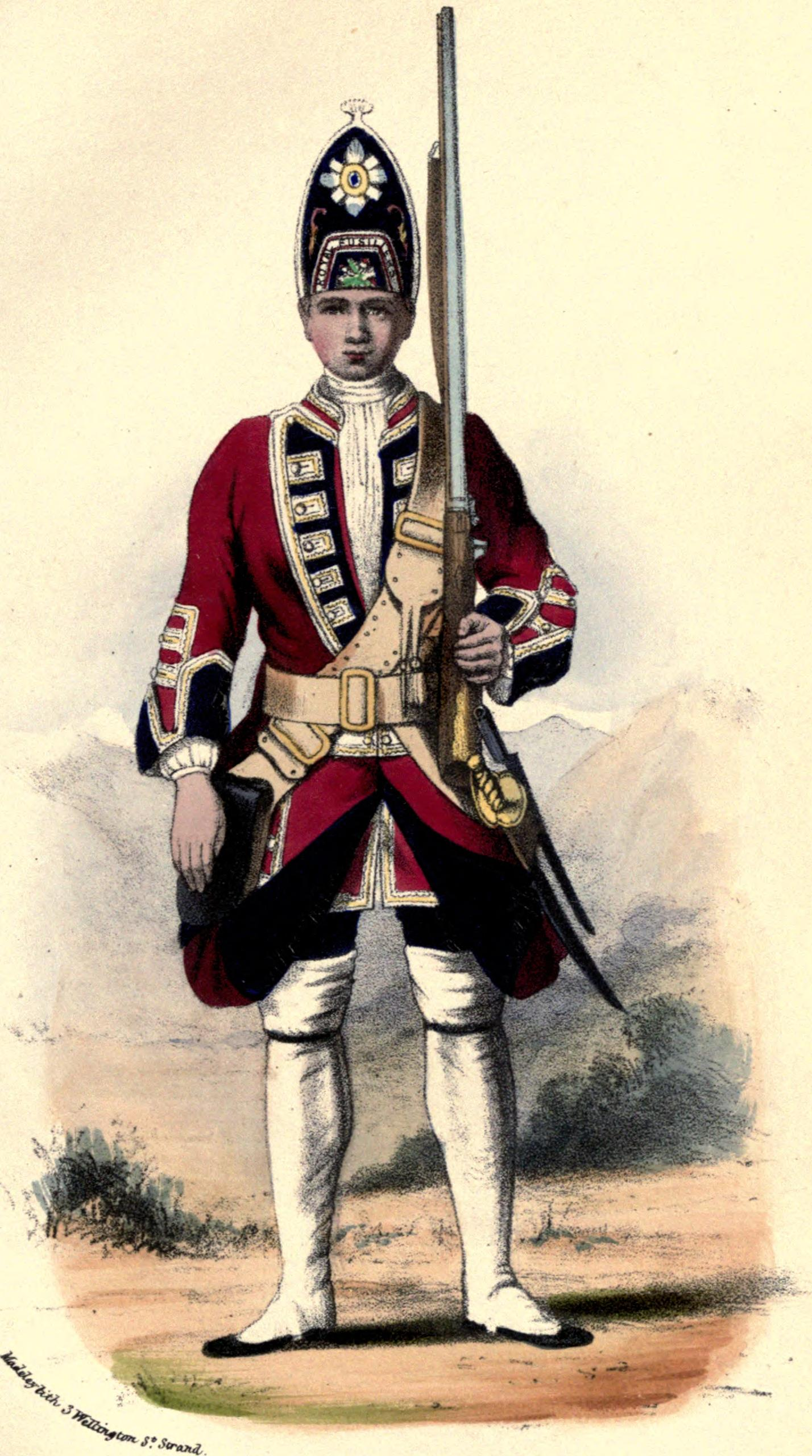
Uniform des Regiments, 1742

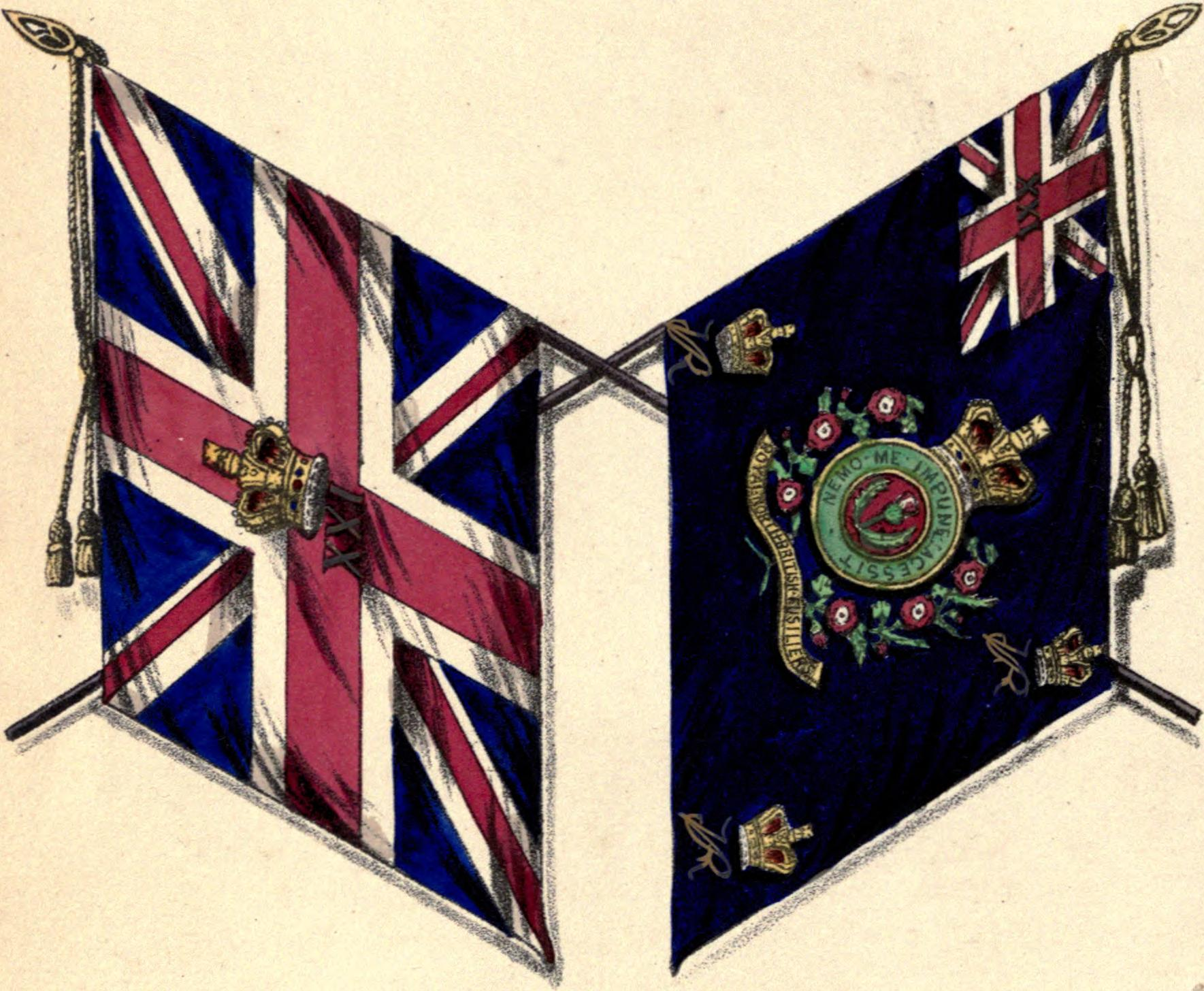
Regimentsfahnen des 21st Regiment of Foot, 1849

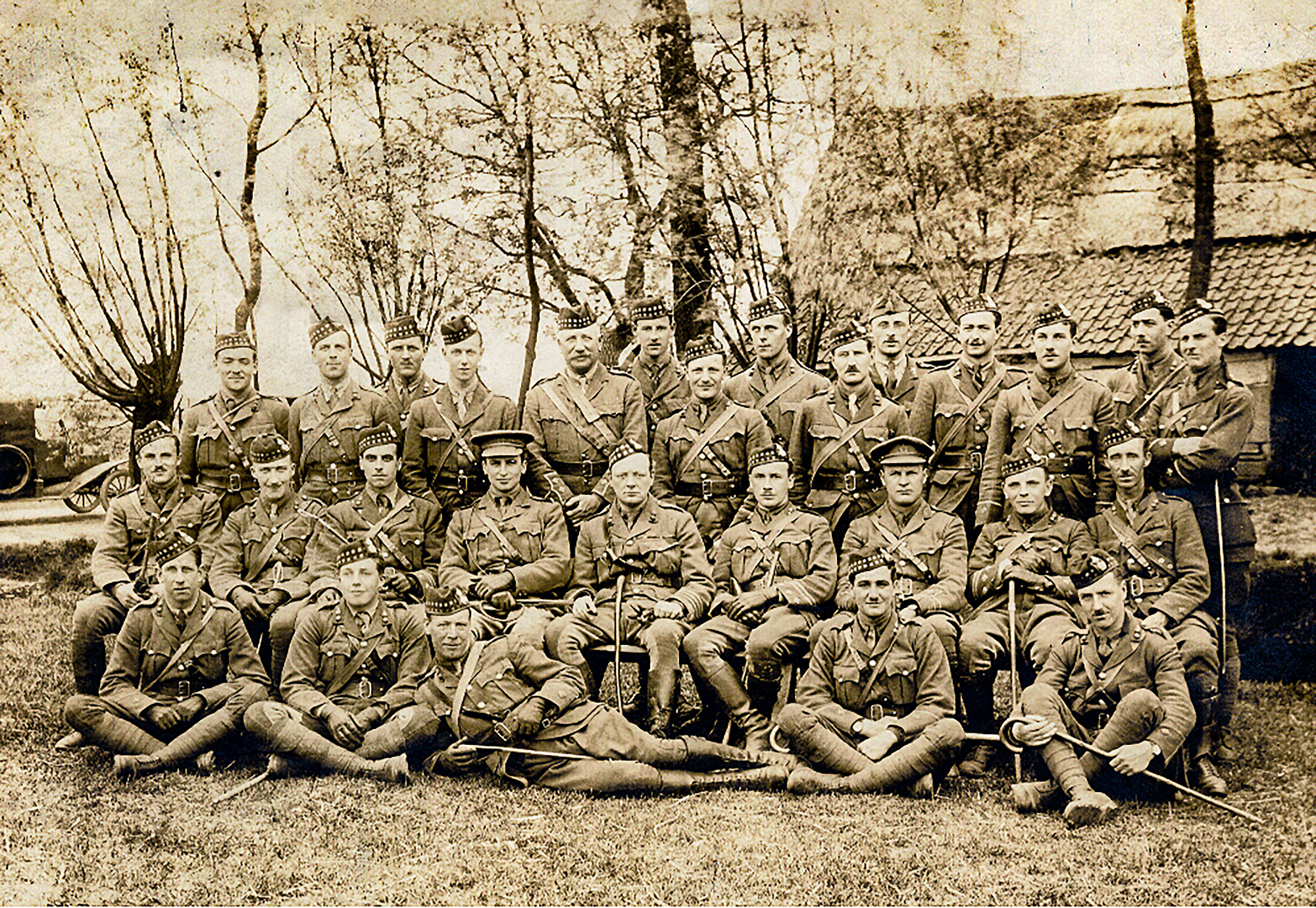
Offiziere des 6. Bataillons der Royal Scots Fusiliers, 1916

Das Regiment wurde am 23. September 1678 von Colonel Charles Erskine, 22. Earl of Mar (1650–1689) in Schottland gegründet. Wie damals üblich wurde das Regiment bis 1751 nach dem jeweiligen Colonel des Regiments benannt und hieß entsprechend zunächst Earl of Mar’s Regiment of Foot, unter dessen Nachfolger Buchan’s Regiment of Foot, unter dessen Nachfolger O’Farrell’s Regiment of Foot etc. Um 1685 erhielt das Regiment die Rolle als Füsiliere und den Alternativnamen Scots Fuzileers. Am 1. März 1688 wurde das Regiment formell in die Organisation des englischen Heeres eingegliedert und wurde nach seinem protokollarischen Rang als 21st Regiment of Foot nummeriert. Als im Act of Union 1707 die Königreiche Schottland und England zum Königreich Großbritannien vereinigt wurden, wurde er Regimentsname zu North British Fuzileers geändert. Als Auszeichnung für besondere Leistungen im Spanischen Erbfolgekrieg wurde er der Regimentsname 1713 das Prädikat „Royal“ zu Royal North British Fuzileers ergänzt.
Am 1. Juli 1751 wurde eine einheitliche Nummerierung der Regimenter des British Army eingeführt und das Regiment erhielt den offiziellen Namen 21st Regiment of Foot (Royal North British Fuzileers). Am 3. April 1877 wurde der Regimentsname zu 21st (Royal Scots Fusiliers) Regiment of Foot geändert.
Im Rahmen der Childers-Reformen wurde das Regiment am 1. Juli 1881 zu Royal Scots Fusiliers umbenannt und dem Regiment die Counties Ayrshire, Dumfriesshire, Kirkcudbrightshire, Wigtownshire, Roxburghshire und Selkirkshire als Rekrutierungsbezirke zugewiesen und die dortigen Miliz- und Freiwilligenregimenter als zusätzliche Bataillone in das Regiment eingegliedert. 1887 wurden die Counties Dumfries-shire, Roxburghshire und Selkirkshire und 1899 auch Kirkcudbrightshire und Wigtownshire an das Regiment der King’s Own Scottish Borderers übertragen.
Am 20. Januar 1959 wurde das Regiment mit der Highland Light Infantry (City of Glasgow Regiment) zum Regiment der Royal Highland Fusiliers (Princess Margaret’s Own Glasgow and Ayrshire Regiment) verschmolzen. Dieses wiederum wurde 2006 mit anderen Regimentern zum Royal Regiment of Scotland zusammengeschlossen. Das heutige 2. Bataillon des Royal Regiment of Scotland führt die Tradition der Royal Scots Fusiliers weiter.

## Colonels
Colonel-in-Chief des Regiments war:
- 1919–1936: Field Marshal Edward, Prince of Wales

Colonel of the Regiment waren:
- 1678–1686: Colonel Charles Erskine, 22. Earl of Mar
- 1686–1689: Colonel Thomas Buchan
- 1689–1695: Brigadier-General Francis Fergus O’Farrell
- 1695–1697: Colonel Hon. Robert Mackay
- 1697–1704: Colonel Archibald Row
- 1704–1706: Brigadier-General John Mordaunt, Viscount Mordaunt
- 1706–1709: Major-General Sampson de Lalo
- 1709–1710: Brigadier-General John Mordaunt, Viscount Mordaunt (erneut)
- 1710: Lieutenant-General Thomas Meredyth
- 1710–1716: Major-General Charles Boyle, 4. Earl of Orrery
- 1716–1727: Lieutenant-General George MacCartney
- 1727–1738: Major-General Sir James Wood, 2. Baronet
- 1738–1752: General John Campbell, 4. Duke of Argyll
- 1752–1770: General William Maule, 1. Earl Panmure
- 1770–1789: Lieutenant-General Hon. Alexander Mackay
- 1789–1794: General Hon. James Murray
- 1794–1803: General James Inglis Hamilton
- 1803–1816: General Hon. William Gordon
- 1816–1843: General James Forbes, 17. Lord Forbes
- 1843–1853: General Sir Frederick Adam
- 1853–1870: General Sir George de Lacey Evans
- 1870–1890: General Sir Frederick William Hamilton
- 1890–1909: Field Marshal Sir Frederick Paul Haines
- 1909–1919: Lieutenant-General John Thomas Dalyell
- 1919–1946: Marshal of the Royal Air Force Hugh Trenchard, 1. Viscount Trenchard
- 1946–1957: Major-General Sir Edmund Hakewill Smith
- 1957–1959: Brigadier Archibald Ian Buchanan-Dunlop

## Battle Honours
Dem Regiment wurden folgende Battle Honours verliehen (englische Originalbezeichnungen):
- Vor 1914: Blenheim, Ramillies, Oudenarde, Malplaquet, Dettingen, Martinique 1794, Bladensburg, Alma, Inkerman, Sevastopol, South Africa 1879, Burma 1885–87, Tirah, Relief of Ladysmith, South Africa 1899–1902.
- Erster Weltkrieg: Mons, Le Cateau, Retreat from Mons, Marne 1914, Aisne 1914, Armentières 1914, Ypres 1914 ’17 ’18, Langemarck 1914, Gheluvelt, Nonne Bosschen, Neuve-Chapelle, Aubers, Festubert 1915, Loos, Somme 1916 ’18, Albert 1916 ’18, Bazentin, Delville Wood, Pozières, Flers-Courcelette, Le Transloy, Ancre Heights, Ancre 1916,  Arras 1917, ’18, Scarpe 1917 ’18, Arleux, Messines 1917, Pilckem, Menin Road, Polygon Wood, St. Quentin, Bapaume 1918, Rosières, Lys, Estaires, Hazebrouck, Bailleul, Béthune, Scherpenberg, Drocourt-Quéant, Hindenberg Line, Canal du Nord, Courtrai, Selle, France and Flanders 1914–18, Doiran 1917 ’18, Macedonia 1916–18, Helles, Gallipoli 1915–16, Rumani, Egypt 1916–17, Gaza, El Mughar, Nebi Samwil, Jerusalem, Jaffa, Tel Asur, Palestine 1917–18.
- Zweiter Weltkrieg: Defence of Arras, Ypres-Comines Canal, Somme 1940, Withdrawal to Seine, Odon, Fontenay le Pesnil, Cheux, Defence of Rauray, Mont Pincon, Estry, Falaise, Le Vie Crossing, La Touques Crossing, Aart, Nederrijn, Best, Le Havre, Antwerp-Turnhout Canal, Scheldt, South Beveland, Lower Maas, Meijel, Venlo Pocket, Roer, Rhineland, Reichswald, Cleve, Goch, Rhine, Dreirwalde, Uelzen, Bremen, Artlenberg, North-West Europe 1940 ’44–45, Landing in Sicily, Sicily 1943, Sangro, Garigliano Crossing, Minturno, Anzio, Advance to Tiber, Italy 1943–44, Madagascar, Middle East 1942, North Arakan, Razabil, Pinwe, Shweli, Mandalay, Burma 1944–45.